# Apels Teich

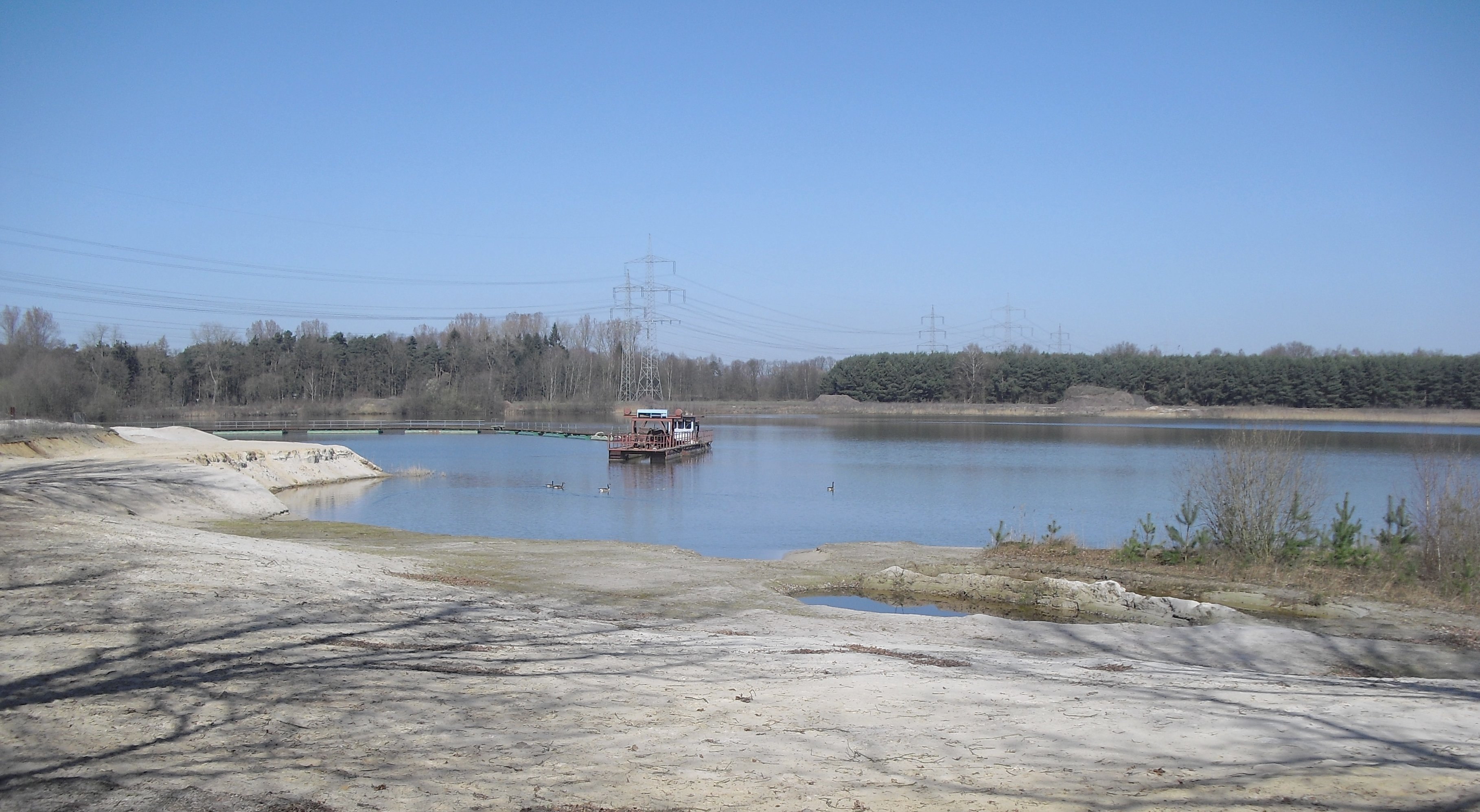
Baggersee

Apels Teich ist ein Naturschutzgebiet mit einer Größe von 39,70 ha im Ortsteil Klausheide der Gemeinde Hövelhof. Es wird mit der Nummer PB-014 geführt. Das Gebiet wurde im Jahr 1989 als Naturschutzgebiet ausgewiesen. Es stellt einen Rest der ursprünglichen Sennelandschaft vor dem Eindringen der Kiefer dar, die seit den letzten 300 Jahren die Senneregion prägt.

## Lage
Die knapp 40 Hektar umfassende Schutzfläche befindet sich zwischen der Landesstraße 756 und der im Osten direkt angrenzenden Bundesautobahn 33 im Hövelhofer Ortsteil Klausheide. Die Grenze zum Paderborner Stadtteil Sennelager verläuft nur weniger Meter südlich des Gebietes. Das Jugendheim Salvator-Kolleg liegt direkt nordwestlich des Geländes, während sich im Norden der Haustenbach anschließt. Direkt östlich der A 33 und somit ebenfalls nur wenige Meter entfernt beginnt das Sperrgebiet des Truppenübungsplatzes Senne.

## Charakteristik
Beim Naturschutzgebiet Apels Teich handelt es sich um zwei stehende Gewässer inmitten von zum Teil auf Binnendünen stehenden Waldflächen und verlandenden kleinen Teichen. Beim westlichen Gewässer, dem eigentlichen „Apels Teich“, handelt es sich um einen durch Anstauung eines Haustenbach-Zulaufes entstandenen mesotrophen Heideweiher mit einer Größe von rund 50 × 75 Metern, der von Röhrichtbeständen und erlenbruchartigen Gehölzen gesäumt wird. Er wird in südwestliche Richtung von einem Abfluss entwässert, der nach rund 1,2 Kilometern Fließstrecke in den Haustenbach einmündet. Das östliche Gewässer ist ein Baggersee, der im Osten noch aktiv bewirtschaftet wird, im Westen jedoch vielfältige Vegetationsflächen gebildet hat. Beide Wasserflächen sind durch ein Grabensystem miteinander verbunden.

## Flora und Fauna
Im Bereich des linken Heideweihers wachsen unter anderem die Wasserfeder (Hottonia palustris) und der Königsfarn (Osmunda regalis). Der westliche Bereich des Baggersees ist spärlicher bewachsen, wird aber zunehmend durch Schilf, die Sumpfdotterblume (Caltha palustris) und die Sumpf-Segge (Carex acutiformis) besiedelt. Die Waldflächen des Gebietes sind vorrangig von zum Teil alten Eichen sowie Birken bestanden, vor allem im östlichen Bereich nahe der Autobahn finden sich stellenweise aber auch Fichten und Kiefern.
Eine im Schutzgebiet heimische Amphibienart ist der Teichfrosch (Rana kl. esculenta), eine häufig vorkommende Wasservogelart ist der Haubentaucher.

## Geschichte
Das Gelände des heutigen Heideweihers wurde in der Zeit vor dem Ersten Weltkrieg zum Zwecke des Torfabbaus bewirtschaftet. Der heutige Weiher mitsamt einer Insel inmitten der Wasserfläche wurde während des Krieges durch französische Kriegsgefangene geformt. Nach Kriegsende pflanzte man auf jener Insel eine Friedenseiche, die jedoch nicht mit der gleichnamigen Eiche am alten Hövelhofer Forsthaus zu verwechseln ist. Der Heideweiher wurde bereits im Jahr 1958 erstmals als Naturschutzgebiet ausgewiesen.